# Chamique Holdsclaw
Chamique Shaunta Holdsclaw (nacida el 9 de agosto de 1977 en Queens, Nueva York) es una exjugadora de baloncesto estadounidense. Consiguió 2 medallas con  Estados Unidos en mundiales y Juegos Olímpicos. Holdsclaw fue incluida en el Salón de la Fama del Baloncesto Femenino en 2018.